# 알테르나리아 알테르나타
알테르나리아 알테르나타(Alternaria alternata)는 잎점무늬병, 썩음병, 마름병 및 기타 식물병을 일으키는 식물병원성 곰팡이이다. 기주식물 종의 수는 380종 이상이다.
에이즈 환자 같이 면역력이 약한 사람의 경우 기도가 감염되거나 천식에 걸리기도 한다.

## 기주와 병징
알테르나리아 알테르나타는 특수 형태에 따라 수많은 기주들이 있다.
A. a. f. sp. lycopersici (약칭 AAL)은 토마토 식물의 특정 품종에만 감염되며 종종 토마토 줄기궤양병으로도 불린다. AAL의 주요 병징으로는 줄기에 궤양이 생긴다는 것이다. 씨앗과 어린식물에 서식하며, 종종 포자가 공중으로 날아가거나 지상을 통해 다른 식물로 퍼진다.  감염이 심해지면 병반이 넓어지고 합쳐지면서 잎이 말라죽는다. 이 병징의 과정이 파키스탄에서 진행한 연구에서 기록되었는데, 영향을 받은 토마토의 잎 뒷면이 노랗게 변하고 갈색으로 변하는 것으로 시작하여 엽두와 잎자루 가장자리를 따라 발전하기 시작한다. 이 과정은 잎 전체가 병조직으로 덮일 때까지 계속되다가 낙엽되는 것으로 끝난다. 잎과 잎자루가 괴사하는 것 외에도 식물에서는 심각한 낙엽 현상이 일어나며, 개화 하기도 전에 낙엽이 발생하면 수확량이 상당히 감소한다. 열마도 마찬가지로 감염되는 부위이며 궤양성 갈색반점이 열매 여기저기에 피어나 먹을 수 없게 만든다.
병의 발달에 영향을 미치는 기주 요인으로는 여러 가지가 있다. 예를 들어, 토마토의 다양한 연락전달 경로는 AAL에 대한 감수성에 영향을 미친다. 살리실산은 AAL의 저항을 촉진시키고 에틸렌 반응을 저해시킨다. 에틸렌은 면역에 있어 필요한 경로인 재스몬산의 합성을 제어한다. 살리실산, 에틸렌, 재스몬산은 서로 독자적으로 토마토의 AAL에 대한 감수성에 영향을 미친다. AAL의 진단은 종종 이 병원성 곰팡이에서 나타나는 표징 및 병징을 관찰하여 이루어진다.

## 병환
알테르나리아 알테르나타의 완전세대는 클라트로스포라 디플로스포라(Clathrospora diplospora)일 것으로 여겨지는데, 이는 아직 확인이 된 바 없다. 만약 이것이 맞다면, 그 결과로 이 병원균은 분생포자라 불리는 무성생식 포자로 자가 번식하는 것이다. 분생포자는 나이를 먹었거나 죽어가는 잎의 병반에서 만들어진다. 분생포자의 생성은 첫 병징이 나타난 후 빠르면 10일 만에 시작되며, 최대 50일까지 지속된다. 알테르나리아 알테르나타의 분생포자는 대류로 인해 전파되며, 비가 내리거나, 심지어 습도가 갑자기 떨어질 때에도 병반 부위에서 포자 방출이 일어난다. 분생포자가 잎에 떨어지면 밤 이슬이 내릴 때까지 대기하다 발아한다. 기공을 통해 식물 내부로 들어가거나 잎 앞면에서 부착기를 사용해 직접 뚫고 들어가 12시간 내로 잎을 감염시킨다.